# کاراسویاماگاوا

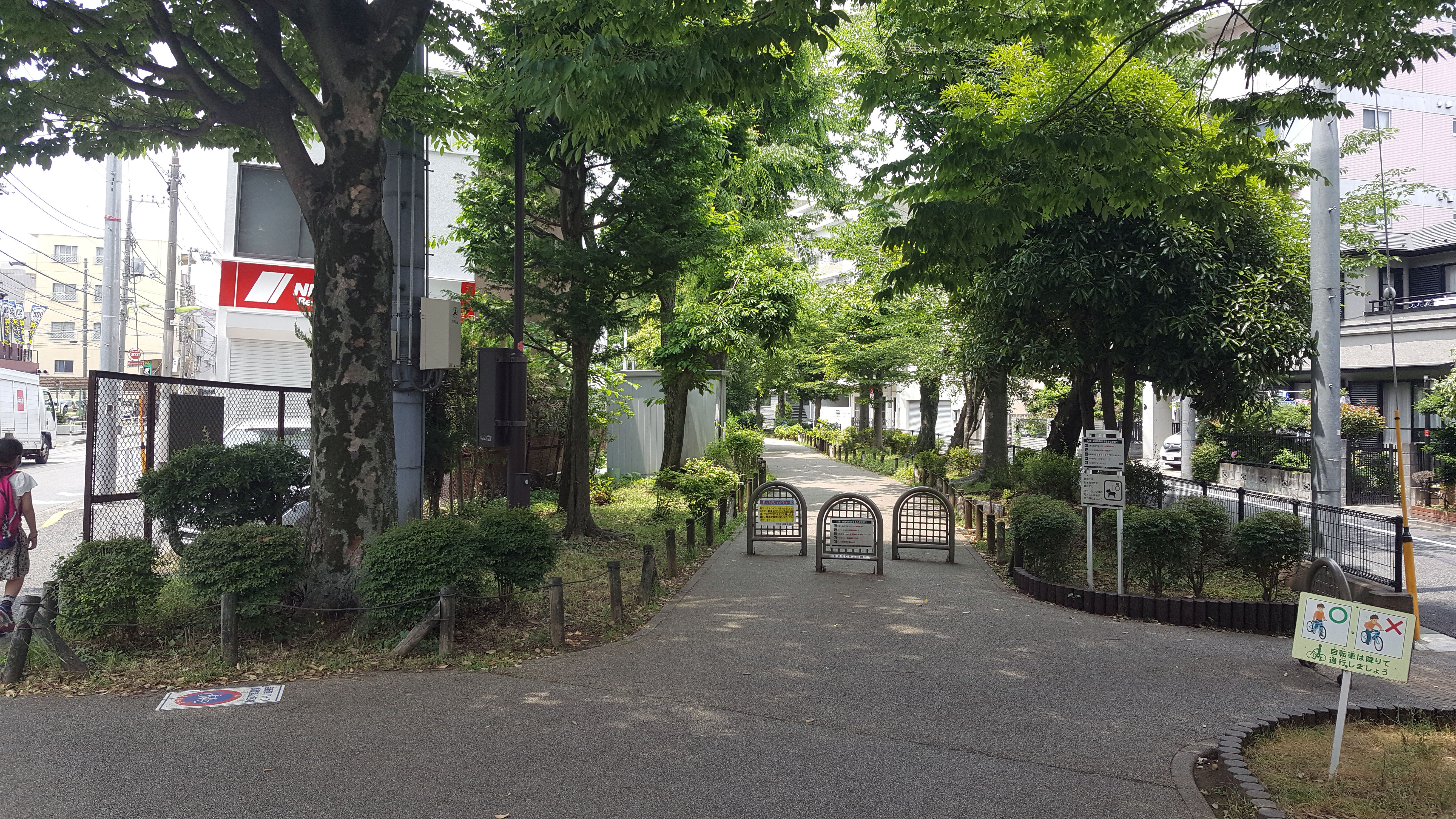
جاده سبز رودخانه کاراسویاما

کاراسویاماگاوا (به ژاپنی: 烏山川) یک رودخانه درجه دو است که زمانی از ستاگایا-کو، توکیو می‌گذشت و یکی از شاخه‌هایی است که رود مگورو را تشکیل می‌دهد. از دهه ۱۹۷۰ تقریباً به‌طور کامل به زیرزمین آبریزی شده‌است و بیشتر آن به سیستم فاضلاب (خط تنه کاراسویاما) منحرف شده‌است. در سال‌های اخیر این رود به جاده ای سرسبز تبدیل شده و به آن «جاده سبز رودخانه کاراسویاما» می‌گویند.

## جغرافیا
هر دو رودخانه کاراسویاما و کیتازاوا سرچشمه‌های خود را نزدیک به قنات تاماگاوا دارند و در گذشته در چندین رود از آب‌راه تاماگاوا جاری می‌شد.